# コッラ川
コッラ川（コッラがわ、露:Колласйоки、芬:Kollaanjoki、Kollasjoki）とは、ロシア連邦カレリア共和国を流下する河川。コラスヤルビ湖からツルモゼロ湖にかけてを流れている。

## 歴史

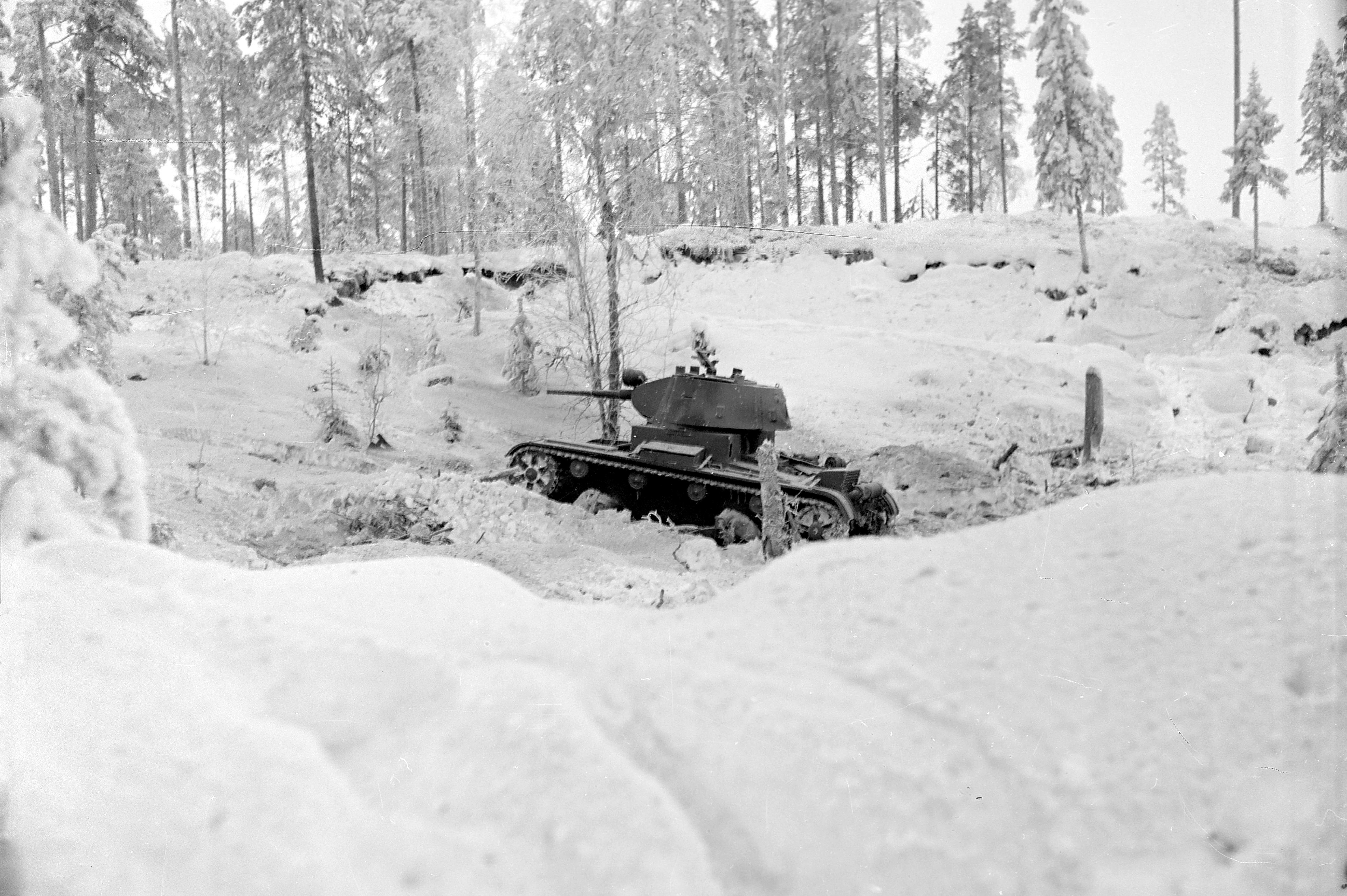
1939年12月16日に撮影されたコッラ川とT-26型戦車

第二次世界大戦以前はフィンランドの一部であり、1939年に冬戦争が勃発するとコッラの戦いの戦地となり、フィンランド軍は赤軍を撃退した。この時に「コッラは持ちこたえる」（Kollaa kestää）と言う名言がアールネ・ユーティライネン中尉の口から発せられた。この事はフィンランド国内で広く知られている。また、この戦いにはシモ・ヘイヘも参戦していた。そして現在、当時戦場と化した地域は保護されている。

## その他
また、小惑星のコッラはこの河川から命名されている。